# Bernardo Romero Lozano
Bernardo Romero Lozano (Buga, 1909 - Bogotá, 21 de septiembre de 1971) fue unos de los primeros directores de cine, teatro y televisión colombiano. Fue el impulsor de la televisión colombiana.

## Biografía
Bernardo Romero comenzó su trayectoria en 1938, cuando el presidente Eduardo Santos lo nombró director del Teatro Colón. En 1940, con la fundación de la Radio Nacional de Colombia, se inició un importante movimiento de renovación teatral a través del radioteatro, inicialmente dirigido por Hernando Vega Escobar. Se conformó un grupo estable de actores, y a partir de 1943 Romero Lozano entró a dirigir; representaron obras de los grandes autores clásicos, nacionales y extranjeros, y también de jóvenes dramaturgos. En 1946 Bernardo Romero Lozano fundó en Bogotá el primer grupo de teatro experimental, el grupo de la Universidad Nacional de Colombia, que, junto con la Compañía de Alta Comedia Elvira Travesti Fausto Cabrera  fueron los iniciadores de este género teatral en el país.
También por esos años, Romero fue instructor y asesor del caudillo liberal Jorge Eliécer Gaitán en materia de manejo de la voz. El 13 de junio de 1954 se inauguró la televisión en Colombia; luego del discurso de apertura del presidente general Gustavo Rojas Pinilla, Romero Lozano dirigió la primera obra que presentó la televisión: El niño del pantano, en ella actuaron su esposa Anuncia, su hijo Bernardo y el actor Jaime Monsalve. Encargado del teleteatro, fue enviado por el entonces director de la Televisora Nacional, Fernando Gómez Agudelo, a Buenos Aires, con el fin de contratar un grupo de actores argentinos para que, además de actuar, enseñaran a los actores colombianos. Romero consiguió los servicios de Pedro Martínez, Axel Anderson, Mary Carmen Gordon y Mabel Jaramillo.
Su contratación, realizada en México por intermedio del gobierno nacional y bajo los buenos oficios de Jorge Luis Arango, se debió al hecho innegable de que Romero Lozano se encontraba muy ocupado adaptando, preparando y montando el teleteatro, mientras que la preparación de actores estaba totalmente abandonada. A su llegada en septiembre de 1955, Seki Sano organizó la Escuela de Artes Escénicas, dependiente de la Televisora Nacional, donde se iba a continuar la formación y adiestramiento profesional de los actores de televisión y teatro. Para el primer curso se inscribieron más de cien actores y aficionados, los mismos que fueron por años las estrellas más fulgurantes de la pantalla chica y el teatro colombiano.
Ellos recibieron una preparación dramática moderna y técnica, sin precedentes, y una enorme dosis de entusiasmo; los más cercanos colaboradores y más aventajados alumnos de Seki Sano fueron Fausto Cabrera y Santiago García. Esta nueva situación molestó a Romero Lozano, pues pensó que iba a ser desplazado de su lugar de preeminencia. Romero vio en el maestro japonés una verdadera competencia y por eso en un acto de macartismo criollo, más envidioso que ideológico, organizó, junto con el declamador Víctor Mallarino Botero, un movimiento cuyo objetivo era sacar a Seki Sano del país, argumentando que el japonés adelantaba labores de proselitismo marxista.